# Pteroplatytrygon violacea
Genre
Espèce
Synonymes
- Dasyatis atratus Ishiyama & Okada, 1955[1]
- Dasyatis guileri Last, 1979[1]
- Dasyatis purpurea (Müller & Henle, 1841)[1]
- Dasyatis violacea (Bonaparte, 1832)[1]
- Trygon purpurea Müller & Henle, 1841[1]
- Trygon violacea Bonaparte, 1832[1]

Statut de conservation UICN

 LC  : Préoccupation mineure
Pteroplatytrygon violacea, la Pastenague violette, est une espèce de raies marines appartenant à la famille des Dasyatidae. C'est la seule espèce de son genre Pteroplatytrygon (monotypique).
C'est une espèce cosmopolite qui vit dans les eaux tropicales et tempérées entre la surface et 381 m de profondeur.
Elle est longue de 96 cm au maximum.
Elle se nourrit principalement de petits poissons comme les anchois, sa proie principale. Cependant elle se nourrit aussi de céphalopodes comme les seiches ou encore de petits crustacés.
Sa reproduction est ovovipare histotrophe. L'âge mature des mâles est de 2 ans lorsqu'ils mesurent de 35 à 41 cm de long et l'âge mature des femelles est de 3 ans lorsqu'elles mesurent de 39 à 50 cm de long. Chaque portée compte de 4 à 13 petits et la gestation dure 2/3 mois. Les petits mesurent à la naissance de 14 à 24 cm de long. La longévité de la Pastenague violette peut atteindre 10 ans.
Les populations de cette raie seraient en augmentation du fait du déclin de ses prédateurs, les requins pélagiques.